# Пинжедыр
Пинжедыр (горномар. Пӹнжӹдӹр) — деревня в Килемарском районе Республики Марий Эл. Входит в состав Юксарского сельского поселения.

## География
Находится в западной части республики Марий Эл менее чем в 2 км от левого берега Волги на расстоянии приблизительно 55 км по прямой на юг-юго-восток от районного центра посёлка Килемары.

## История
Образована в середине XVII века. В 1858 году в деревне проживали 88 человек, В 1906 году в 39 дворах проживали 197 человек, в 1938 году 42 и 194 соответственно. В советское время работали колхоз «Красноармеец», «Парат» и совхоз «Ардинский». Ныне действует СПК «Алатайкино».

## Население
Население составляло 61 человек (мари 97 %) в 2002 году, 47 в 2010.